# Pixiphilie
La pixiphilie est l'art de collectionner les figurines peintes à la main, tel que des petits soldats. Le collectionneur est appelé un pixiphiliste.

## Types de figurines
- Le Seigneur des anneaux
- Warhammer